# Universal Theory
Pour plus de détails, voir Fiche technique et Distribution.
Universal Theory est un thriller allemand, autrichien et suisse réalisé par Timm Kröger et sorti en 2023,.

## Fiche technique
Sauf indication contraire, les informations mentionnées dans cette section peuvent être confirmées par les bases de données cinématographiques IMDb et Allociné,  présentes dans la section « Liens externes ».
- Titre original : Die Theorie von Allem
- Réalisation : Timm Kröger
- Scénario : Timm Kröger et Roderick Warich
- Musique : Diego Ramos Rodriguez et David Schweighart
- Décors :
- Costumes : Pola Kardum
- Photographie : Roland Stuprich
- Son : Dominik Leube
- Montage : Jann Anderegg
- Production : David Bohun, Sarah Born, Tina Börner, Heino Deckert, Lixi Frank, Rajko Jazbec, Timm Kröger, Dario Schoch et Viktoria Stolpe
- Sociétés de production : Catpics Coproductions Zurich, Ma.ja.de. Fiction, The Barricades et Panama Film
- Société de distribution : UFO Distribution
- Budget :
- Pays de production :  Allemagne,  Autriche et  Suisse
- Langue originale : allemand, français, italien, suisse allemand et anglais
- Format :
- Genre : Thriller
- Durée : 118 minutes
- Dates de sortie :
  - Italie : 3 septembre 2023 (Venise)
  - Allemagne : 26 octobre 2023
  - France : 21 février 2024

## Distribution
- Jan Bülow (VF : Stéphane Ronchewski) : Johannes Leinert
- Olivia Ross (VF : elle-même) : Karin Hönig
- Hanns Zischler (VF : Jérôme Keen) : Dr Julius Strathen
- Gottfried Breitfuß (de) (VF : Michel Dodane) : le professeur Blumberg
- Philippe Graber (de) (VF : Marc Bretonnière) : le commissaire Amrein
- David Bennent (VF : Philippe Beautier) : le commissaire Arnold
- Ladina von Frisching (VF : Marina Stéphan) : Susi
- Imogen Kogge (de) (VF : Cécile Arnaud) : Anna Leinert
- Dirk Böhling (de) (VF : Martial Le Minoux) : le modérateur
- Dominik Graf (VF : Philippe Valmont) : le narrateur (voix)

 Source et légende : version française (VF) sur RS Doublage et carton du doublage français.

## Sortie

### Accueil critique
En France, le site Allociné propose une moyenne de 3,5⁄5, d'après l'interprétation de 19 critiques de presse.

## Distinctions

### Sélection
- Mostra de Venise 2023 : en compétition officielle[5]

### Récompenses
- L'Étrange Festival 2023 : Grand Prix Nouveau Genre et Prix du public[6]
- Les Utopiales : Grand prix du jury des Utopiales 2023
- Deutscher Filmpreis 2024[7],[8] :
  - Meilleure photographie pour Roland Stuprich
  - Meilleurs décors
  - Meilleurs effets visuels

### Nominations
- Deutscher Filmpreis 2024 :
  - Meilleur film
  - Meilleure réalisation
  - Meilleure musique